# Tetragnatha kukuiki
Tetragnatha kukuiki là một loài nhện trong họ Tetragnathidae.
Loài này thuộc chi Tetragnatha. Tetragnatha kukuiki được miêu tả năm 2002 bởi Gillespie.